# Хроно Гатино (женская)
Хроно Гатино (англ. Chrono Gatineau) — шоссейная однодневная велогонка, проходящая по территории Канады с 2010 года.

## История
Гонка была создана в 2010 году одновременно с другой однодневной гонкой Гран-при Гатино и сразу вошла в календарь Женского мирового шоссейного кубка UCI. В 2010 году также была проведена аналогичная мужская гонка.			
В 2020, 2021 и 2022 годах гонка была отменена из-за пандемии COVID-19.
Формат гонки представляет собой индивидуальную гонку. Её маршрут проходит в городе Гатино и его окрестностях канадской провинции Квебек недалеко от Оттавы. Протяжённость дистанции обычно составляет около 18 км и включает два коротких подъёма (500 м с градиентом 6%). Самой короткой дистанция в была 2015 году — 11,5 км, а самой длинной в 2017 году — 21 км.	
Проводится накануне Гран-при Гатино.

## Призёры
| Год  | Победитель       | Второй             | Третий            |         |
| ---- | ---------------- | ------------------ | ----------------- | ------- |
| 2010 | Эвелин Стивенс   | Линда Виллумсен    | Элисон Тетрик     |         |
| 2011 | Клара Хьюз       | Эмбер Небен        | Жанни Лонго       |         |
| 2012 | Клара Хьюз       | Эвелин Стивенс     | Эмбер Небен       |         |
| 2013 | Кармен Смолл     | Джоэль Нумайнфилле | Хантал Блак       |         |
| 2014 | Тайлер Уайлз     | Леа Кирхманн       | Ясмин Глессер     |         |
| 2015 | Кармен Смолл     | Кэрол-Энн Канюэль  | Тайлер Уайлз      |         |
| 2016 | Эмбер Небен      | Тара Уиттен        | Кэрол-Энн Канюэль |         |
| 2017 | Лорен Стивенс    | Кэрол-Энн Канюэль  | Эмбер Небен       |         |
| 2018 | Эмбер Небен      | Кэрол-Энн Канюэль  | Тайлер Уайлз      |         |
| 2019 | Эмбер Небен      | Леа Кирхманн       | Тайлер Уайлз      |         |
| 2020 | отменён          | отменён            | отменён           | отменён |
| 2021 | отменён          | отменён            | отменён           | отменён |
| 2022 | отменён          | отменён            | отменён           | отменён |
| 2023 | Анна Кизенхофер  | Эмбер Небен        | Эмили Эрлих       |         |
| 2024 | Франциска Браусе | Надия Гонтова      | Марта Яскульская  |         |
| 2025 |                  |                    |                   |         |